# ラスパイレス指数
ラスパイレス指数（ラスパイレスしすう、Laspeyres Index）とは、ドイツの経済学者エティエンヌ・ラスパイレスが1864年に提案した指数。基準時に購入した数量と同じ数量を調査時に購入した場合の価格の変化を比較するもので、調査時と基準時の価格の変化を基準時の数量をウエイトとして加重平均した計算式で示される。詳しくは、物価指数を参照。
日本においては、行政の賃金の比較に際して、国家公務員と地方公務員（地方公共団体の公務員）の基本給与額を比較する指数として用いられることが多い。

## 日本の行政の賃金比較におけるラスパイレス指数
全地方公共団体の一般行政職の給料月額を同一の基準で比較するため、国の職員数（構成）を用いて、学歴や経験年数の差による影響を補正し、国の行政職俸給表（1）適用職員の俸給月額を100として計算した指数である。具体的には下記の数式で求められる。
{\displaystyle LI={\frac {\sum _{i}B_{i}N_{i}}{\sum _{i}A_{i}N_{i}}}\times 100}

LI ：ラスパイレス指数
B1, B2, ... ：対象とする地方公務員（局長、部長等の幹部を含む）の職種階層の各給与額
A1, A2, ... ：国家公務員（事務次官や局長、審議官など800人を超える本省次長以上の幹部職員及び専門スタッフ職を除く）の職種階層の各給与額
N1, N2, ... ：国家公務員（同上）の職種階層の各人数
職員住宅など福利厚生の充実した国家公務員に対してその差を補正するため、僅かに高めの数値に設定されるのが常であったが、日本のバブル崩壊後、ラスパイレス指数の低下が続き、2019年時点で100を越す自治体は少数である。
一方、国家公務員と地方公務員の賃金比較に際して、ラスパイレス指数を用いるのは不適切という指摘もある。ラスパイレス指数算出時の比較において、国は全体の職員を対象とせず、年齢も低く、幹部になっていない若手職員を中心としている。また、天下りによって地方公務員とは比較にならないほどの高い給与が保障される点などを考慮されていない。その結果、実質的な生涯賃金では、国家公務員の賃金は地方公務員よりはるかに高くなる現実が反映されていないと指摘される。
なお、2023年（令和5年）度の時点で、全国で最もラスパイレス指数が小さかった市町村は、東京都青ヶ島村で73.3。最も指数が大きかった市町村は、埼玉県越谷市の103.3であった。